# Шель-Спу
Шель-Спу (фр. Chelle-Spou, окс. Shèla Espon) — коммуна во Франции, находится в регионе Юг — Пиренеи. Департамент — Верхние Пиренеи. Входит в состав кантона Ланнемезан. Округ коммуны — Баньер-де-Бигор.
Код INSEE коммуны — 65143.

## География
Коммуна расположена приблизительно в 660 км к югу от Парижа, в 110 км юго-западнее Тулузы, в 18 км к юго-востоку от Тарба.
На северо-востоке коммуны протекает река Аррос.

## Климат
Климат умеренно-океанический с солнечной тёплой погодой и обильными осадками на протяжении практически всего года.

## Население
Население коммуны на 2010 год составляло 110 человек.
| 1962 | 1968 | 1975 | 1982 | 1990 | 1999 | 2010 |
| ---- | ---- | ---- | ---- | ---- | ---- | ---- |
| 125  | 114  | 103  | 95   | 95   | 91   | 110  |

## Администрация
| Период | Период | Фамилия      | Партия | Примечания |
| ------ | ------ | ------------ | ------ | ---------- |
| 1979   | 2008   | Клеман Сьёта |        |            |
| 2008   | 2020   | Патрик Дар   |        |            |

## Экономика
В 2010 году среди 76 человек трудоспособного возраста (15-64 лет) 59 были экономически активными, 17 — неактивными (показатель активности — 77,6 %, в 1999 году было 73,6 %). Из 59 активных жителей работали 55 человек (24 мужчины и 31 женщина), безработных было 4 (3 мужчин и 1 женщина). Среди 17 неактивных 8 человек были учениками или студентами, 7 — пенсионерами, 2 были неактивными по другим причинам.

## Фотогалерея
- Шель-Спу
- Церковь
- Карта коммуны